# 东桥镇 (萍乡市)
东桥镇，是中华人民共和国江西省萍乡市湘东区下辖的一个乡镇级行政单位。

## 行政区划
东桥镇下辖以下地区：
东桥村、五峰村、凫田村、中院村、兰台村、黄泥湖村、鸭路村、南岸村、茶红村、长塘村、江边村、草市村、杨源村、边山村、厚田村、界头村、坑背村和小坑村。